# Morimus asper
Morimus asper är en skalbaggsart som först beskrevs av Sulzer 1776. Morimus asper ingår i släktet Morimus och familjen långhorningar.
Artens utbredningsområde är:
- Korsika.
- Frankrike.

Inga underarter finns listade i Catalogue of Life.

## Bildgalleri

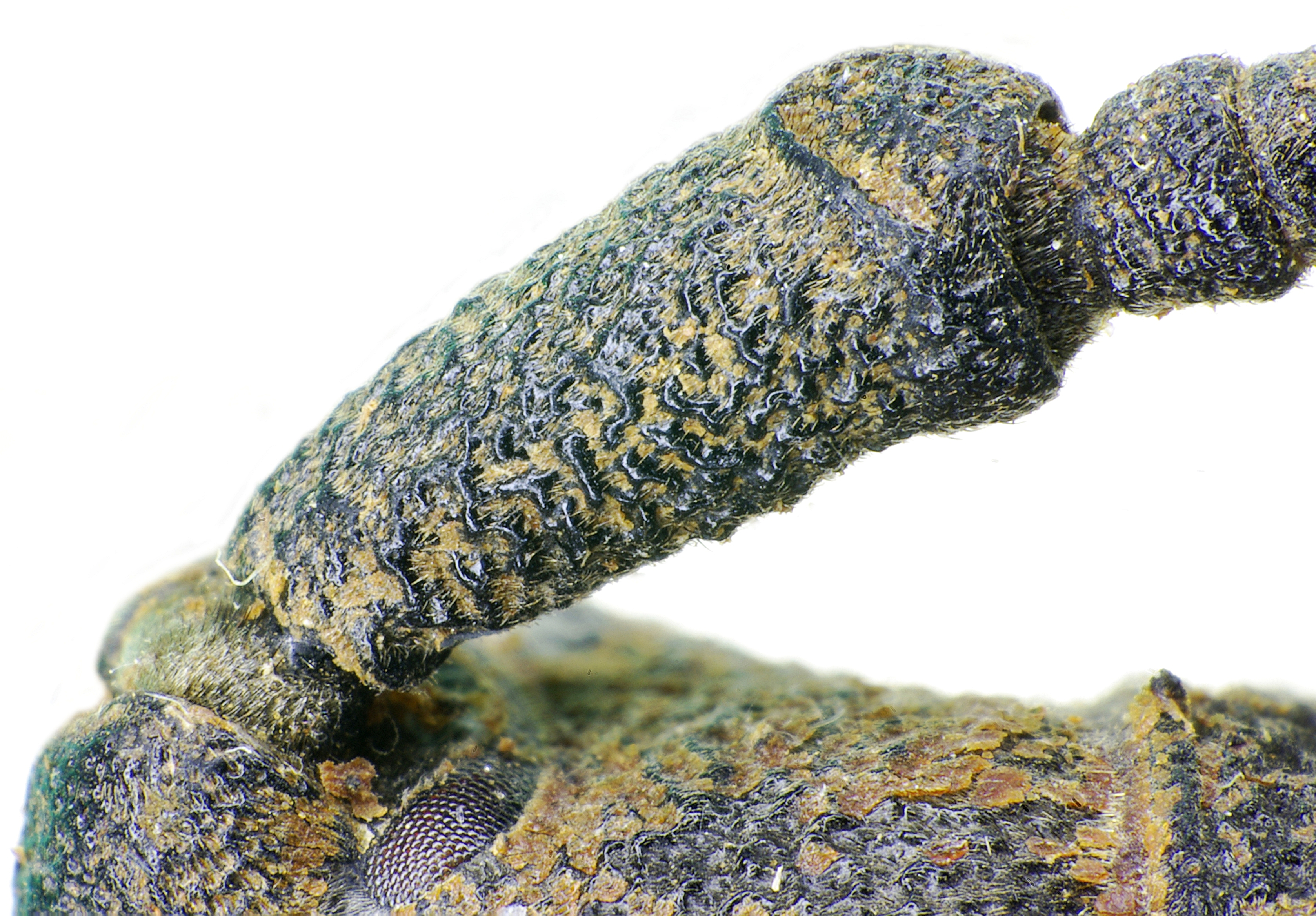
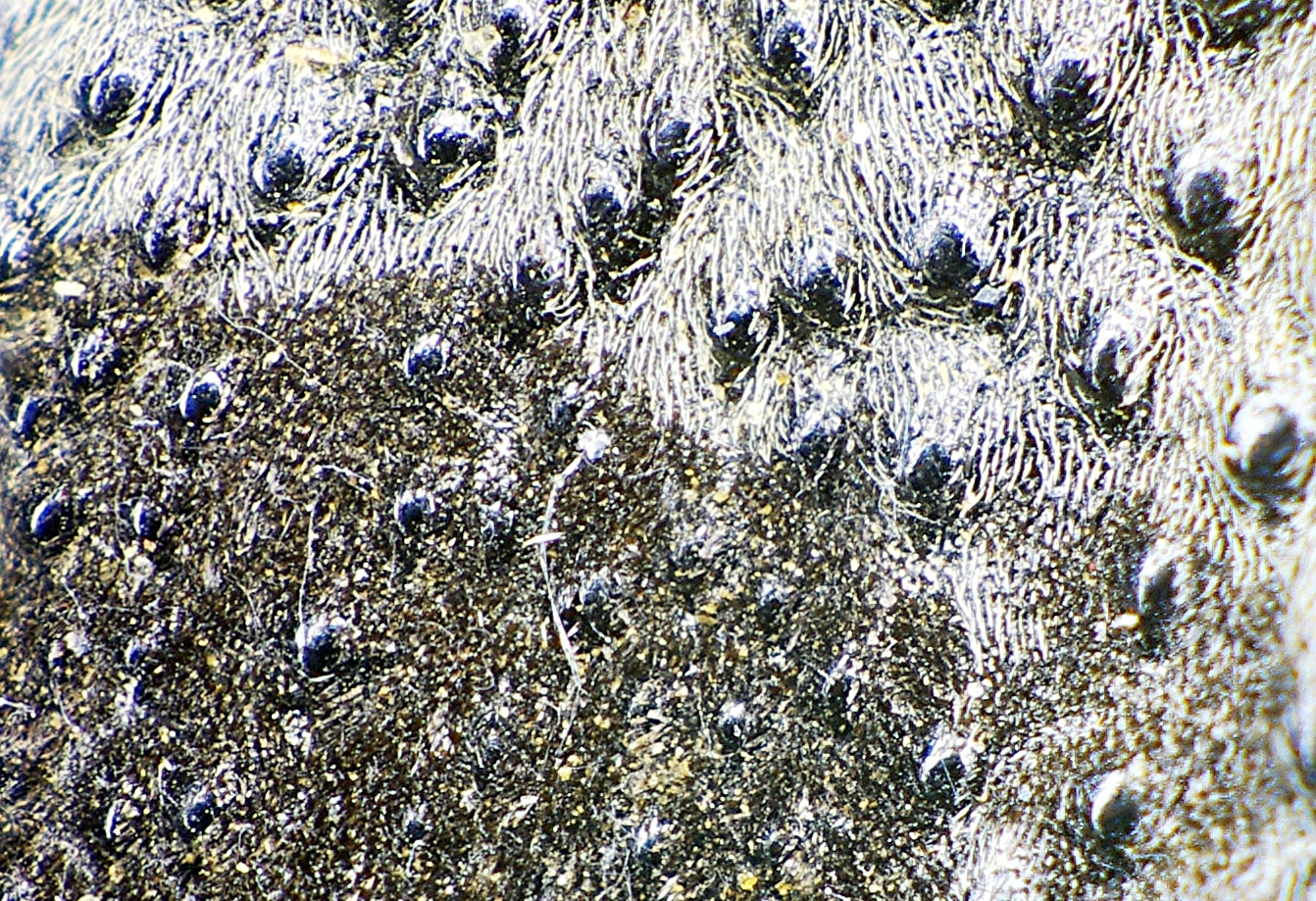
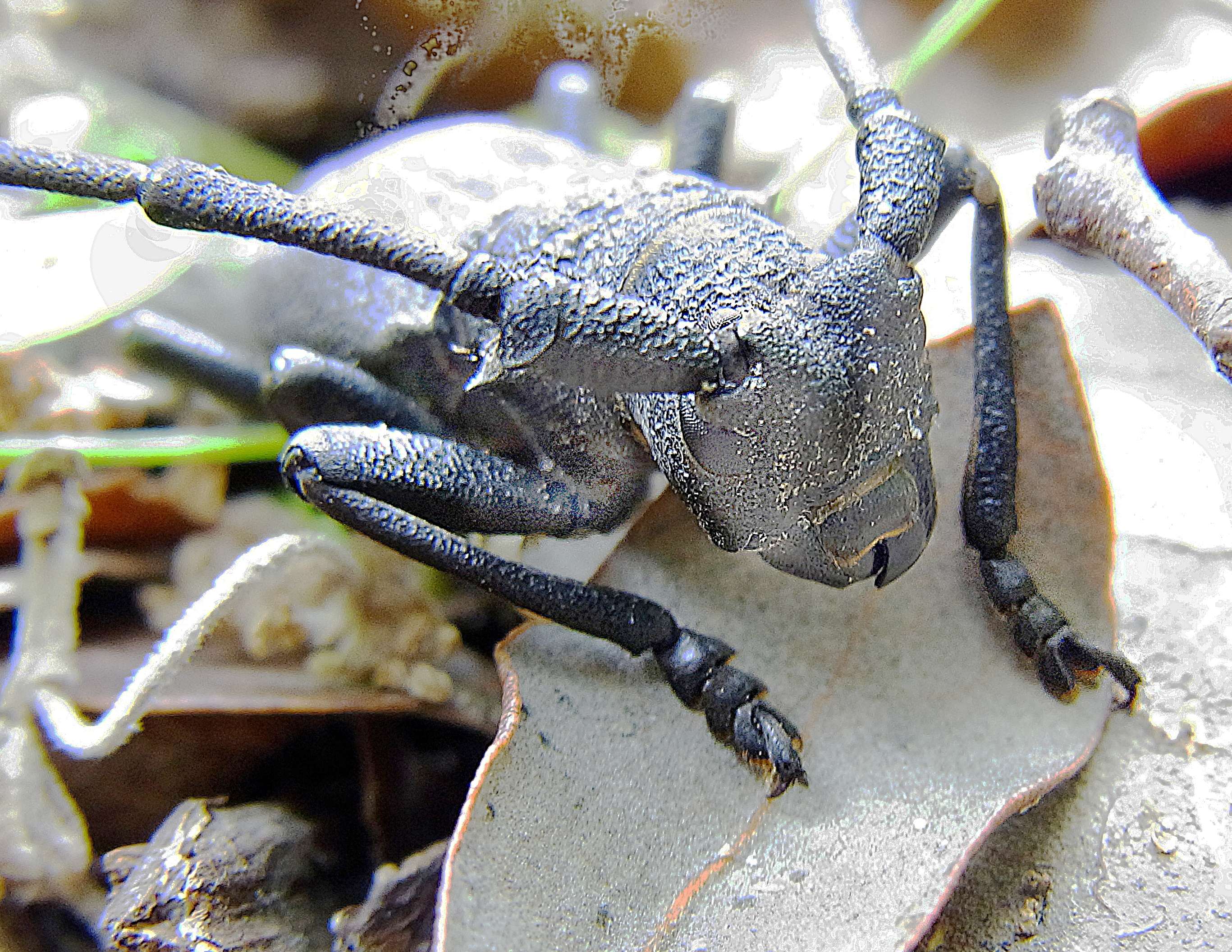
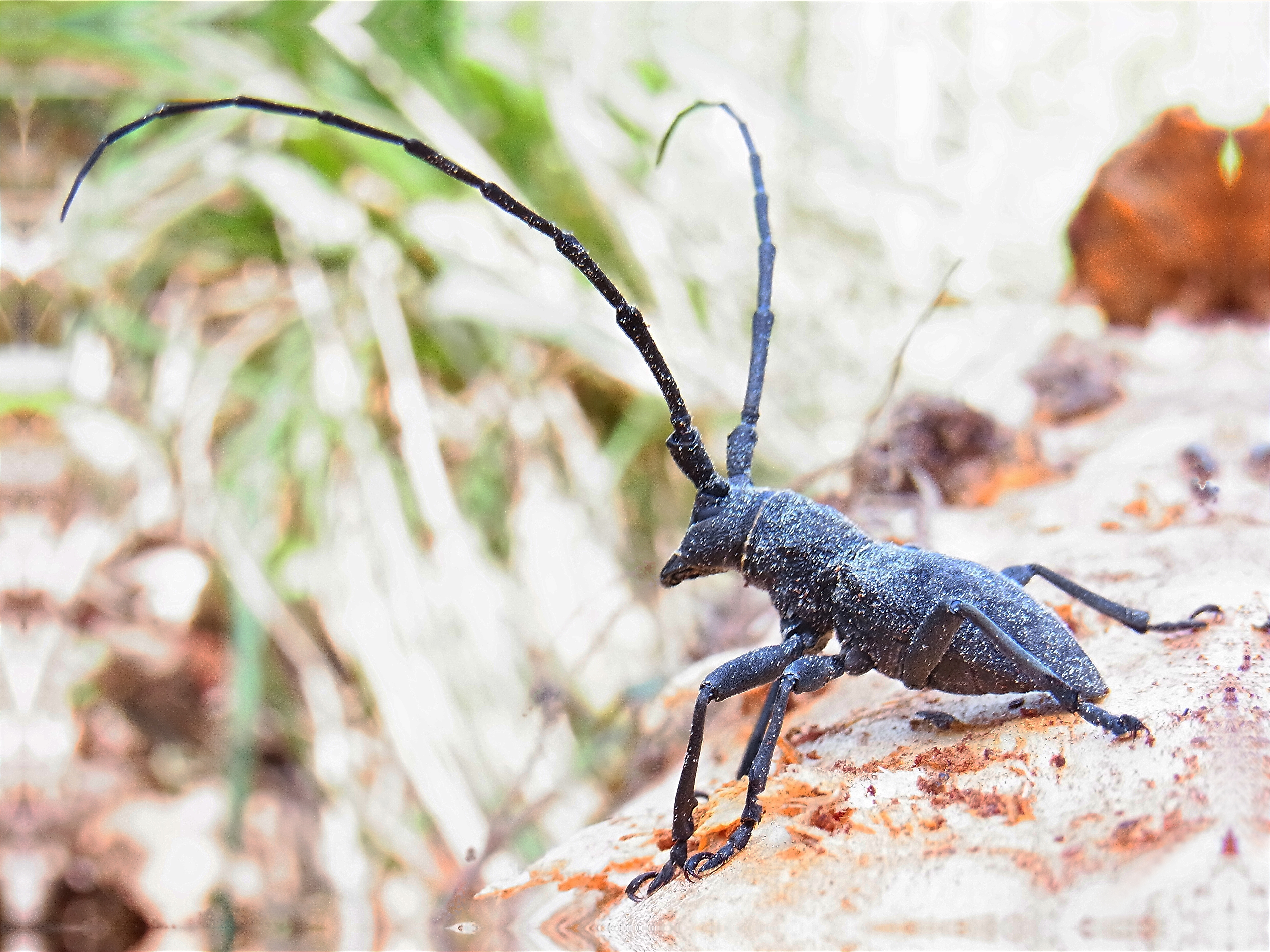
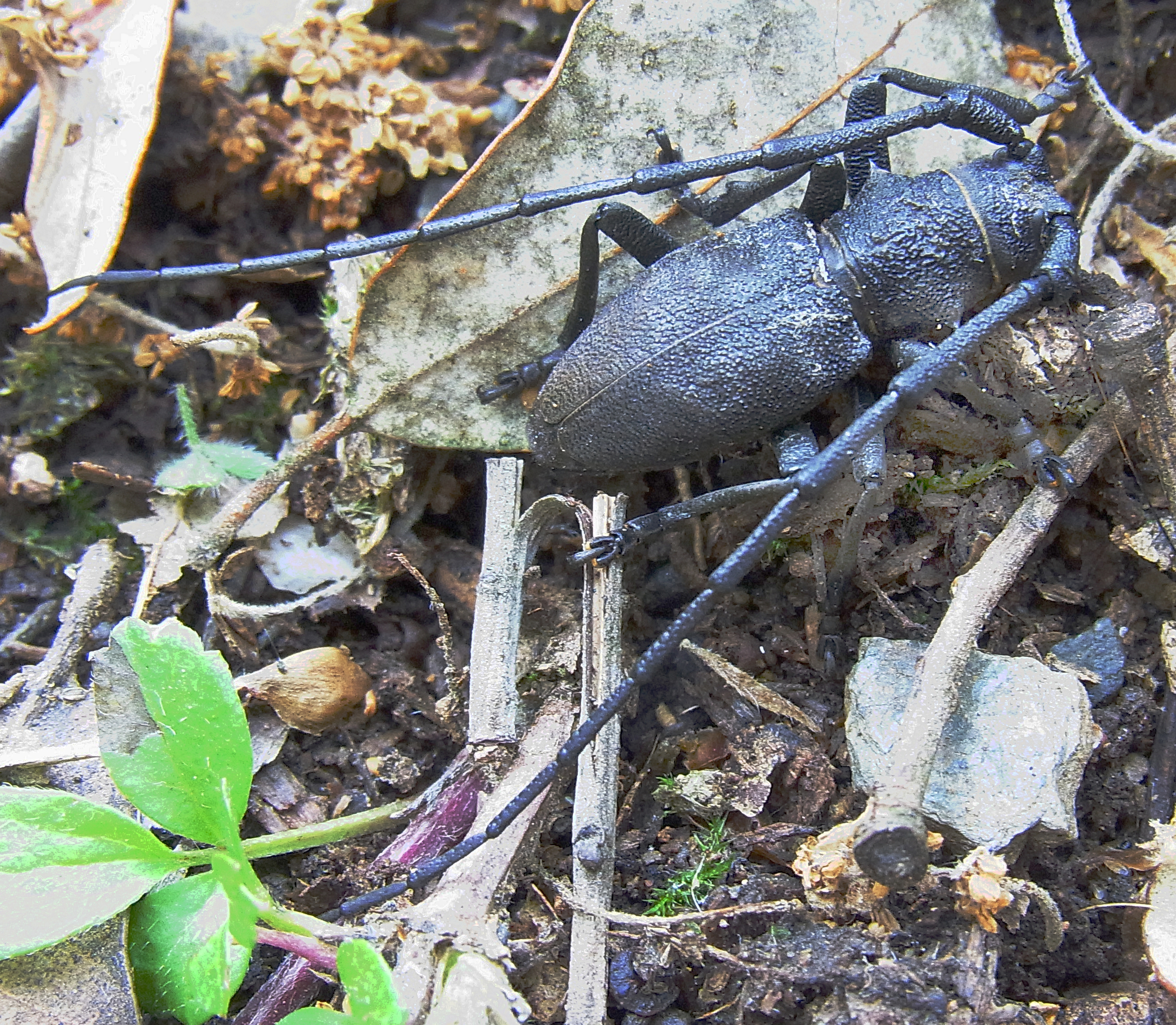
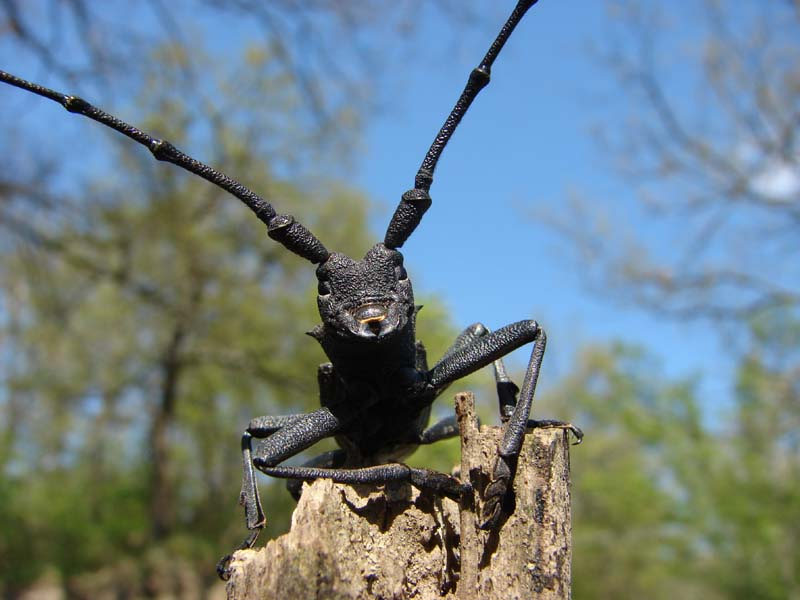